# Karel Barták
Karel Barták (6. března 1942, Mladá Boleslav – 6. prosince 2023) byl český politik a lékař, v letech 1996 až 2008 senátor za obvod č. 45 – Hradec Králové, v letech 1994 až 1997 zastupitel města Hradec Králové, přednosta Ústavu tělovýchovného lékařství.

## Vzdělání, profese a rodina
Po maturitě na střední škole v Turnově vystudoval v letech 1959–1965 Lékařskou fakultu Univerzity Karlovy v Hradci Králové. Po ukončení základní vojenské služby nastoupil na lékařskou fakultu a do fakultní nemocnice v Hradci Králové, kde posléze pracoval. V roce 1969 získal titul kandidáta věd. Poté až do roku 1986 pracoval jako odborný asistent katedry fyziologie královéhradecké lékařské fakulty. V roce 1986 obdržel titul docenta.
V letech 1991–1997 působil jako děkan této fakulty, z funkce odstoupil po zvolení senátorem. Mezi lety 1992–1999 zastával post přednosty Kliniky tělovýchovného lékařství. Od roku 1999 předsedal Ústavu tělovýchovného lékařství. S manželkou Věrou vychoval dvě děti.

## Politická kariéra
V komunálních volbách v roce 1994 kandidoval do Zastupitelstva města Hradec Králové ze 17. místa kandidátky ODA. Vlivem preferenčních hlasů však skončil třetí, a byl tak zvolen zastupitelem. V zastupitelstvu Hradce Králové působil do roku 1997.
Ve volbách do Senátu PČR v roce 1996 se stal členem horní komory českého parlamentu, přestože jej v prvním kole porazil občanský demokrat Jiří Vlček v poměru 38,85 % ku 21,31% hlasů. Ve druhém kole ovšem obdržel nestraník kandidující za Občanskou demokratickou alianci 50,48 % hlasů a byl zvolen senátorem. Angažoval se ve Výboru pro zdravotnictví a sociální politiku.
Ve volbách do Senátu PČR v roce 2002 svůj mandát obhájil tentokrát jako nezávislý kandidát bez záštity politické strany, když v obou kolech porazil bývalého primátora Hradce Králové Martina Dvořáka. Nadále se věnoval činnosti ve Výboru pro zdravotnictví a sociální politiku a předsedal Podvýboru Výboru pro zdravotnictví a sociální politiku pro rodinnou politiku.
V krajských volbách v roce 2008 kandidoval do Zastupitelstva Královéhradeckého kraje ze 4. místa kandidátky SNK ED, ale nebyl zvolen.
Ve volbách do Senátu PČR v roce 2008 svůj mandát obhajoval, ovšem tentokrát byl podporován stranou SNK Evropští demokraté a se ziskem 6,82 % hlasů skončil na pátém místě.